# BHZ (Band)/Diskografie
Diese Diskografie ist eine Übersicht über die musikalischen Werke der deutschen Hip-Hop/Trap-Gruppe BHZ. Ihre erfolgreichste Veröffentlichung ist die Single Powerade von Ion Miles und SiraOne mit über 425.000 verkauften Einheiten.

## Alben

### Studioalben
| Jahr | Titel Musiklabel                       | Höchstplatzierung, Gesamtwochen, AuszeichnungChartplatzierungen (Jahr, Titel, Musiklabel, Platzierungen, Wochen, Auszeichnungen, Anmerkungen) | Höchstplatzierung, Gesamtwochen, AuszeichnungChartplatzierungen (Jahr, Titel, Musiklabel, Platzierungen, Wochen, Auszeichnungen, Anmerkungen) | Höchstplatzierung, Gesamtwochen, AuszeichnungChartplatzierungen (Jahr, Titel, Musiklabel, Platzierungen, Wochen, Auszeichnungen, Anmerkungen) | Anmerkungen                                                |
| Jahr | Titel Musiklabel                       | DE | AT | CH | Anmerkungen                                                |
| ---- | -------------------------------------- | --- | --- | --- | ---------------------------------------------------------- |
| 2018 | 2826 Sony Music / BHZ                  | — | — | — | Erstveröffentlichung: 21. September 2018                   |
| 2019 | Kommaklar Sony Music / BHZ             | — | — | — | Erstveröffentlichung: 25. Januar 2019 Longus Mongus & BHZ  |
| 2019 | Game Over Sony Music / BHZ             | — | — | — | Erstveröffentlichung: 29. März 2019                        |
| 2019 | Dunklschwarz Sony Music / BHZ          | — | — | — | Erstveröffentlichung: 14. Juni 2019 Dead Dawg & BHZ        |
| 2019 | 3062 Sony Music / BHZ                  | DE57 (2 Wo.)DE | — | CH49 (1 Wo.)CH | Erstveröffentlichung: 20. September 2019                   |
| 2020 | Kiezromantik Sony Music / BHZ          | DE7 (8 Wo.)DE | AT17 (2 Wo.)AT | CH18 (4 Wo.)CH | Erstveröffentlichung: 29. Mai 2020                         |
| 2020 | Hellwach Sony Music / BHZ              | DE9 (1 Wo.)DE | AT36 (1 Wo.)AT | — | Erstveröffentlichung: 18. September 2020 Monk & BHZ        |
| 2021 | Halb:vier Sony Music / BHZ             | DE3 (7 Wo.)DE | AT7 (1 Wo.)AT | CH6 (4 Wo.)CH | Erstveröffentlichung: 18. Juni 2021                        |
| 2021 | Funkturm Sony Music / BHZ              | — | — | — | Erstveröffentlichung: 17. Dezember 2021 MotB & BHZ         |
| 2022 | Love.Life.Backstage Sony Music / BHZ   | — | — | — | Erstveröffentlichung: 11. März 2022 Big Pat & BHZ          |
| 2022 | In Liebe, Ion Sony Music / BHZ         | DE15 (3 Wo.)DE | AT44 (1 Wo.)AT | — | Erstveröffentlichung: 24. Juni 2022 Ion Miles & BHZ        |
| 2022 | Acoustic Session Sony Music / BHZ      | DE23 (1 Wo.)DE | — | — | Erstveröffentlichung: 9. September 2022                    |
| 2023 | Endlich wieder Sommer Sony Music / BHZ | DE6 (3 Wo.)DE | AT19 (2 Wo.)AT | CH24 (2 Wo.)CH | Erstveröffentlichung: 24. Februar 2023 Longus Mongus & BHZ |
| 2023 | Liebe und Schmerz Sony Music / BHZ     | — | — | — | Erstveröffentlichung: 26. Mai 2023 Dead Dawg & BHZ         |
| 2023 | 2013 Sony Music / BHZ                  | DE7 (2 Wo.)DE | AT53 (1 Wo.)AT | CH17 (1 Wo.)CH | Erstveröffentlichung: 17. November 2023                    |

### EPs
| Jahr | Titel Musiklabel                  | Höchstplatzierung, Gesamtwochen, AuszeichnungChartplatzierungen (Jahr, Titel, Musiklabel, Platzierungen, Wochen, Auszeichnungen, Anmerkungen) | Höchstplatzierung, Gesamtwochen, AuszeichnungChartplatzierungen (Jahr, Titel, Musiklabel, Platzierungen, Wochen, Auszeichnungen, Anmerkungen) | Höchstplatzierung, Gesamtwochen, AuszeichnungChartplatzierungen (Jahr, Titel, Musiklabel, Platzierungen, Wochen, Auszeichnungen, Anmerkungen) | Anmerkungen                                                      |
| Jahr | Titel Musiklabel                  | DE | AT | CH | Anmerkungen                                                      |
| ---- | --------------------------------- | --- | --- | --- | ---------------------------------------------------------------- |
| 2017 | Bananashake Self Release          | — | — | — | Erstveröffentlichung: 21. September 2018                         |
| 2019 | Monk Self Release                 | — | — | — | Erstveröffentlichung: 18. Januar 2018 Monk & BHZ                 |
| 2019 | Nova Self Release                 | — | — | — | Erstveröffentlichung: 4. Mai 2018 Big Pat & BHZ                  |
| 2021 | Halb:vier Deluxe Sony Music / BHZ | — | — | — | Erstveröffentlichung: 16. Juli 2021                              |
| 2022 | Madeira Madness Vertigo           | — | — | — | Erstveröffentlichung: 13. Oktober 2022 Longus Mongus, Monk & BHZ |
| 2023 | Kreis Vertigo                     | — | — | — | Erstveröffentlichung: 9. März 2023 Longus Mongus & BHZ           |

## Singles

### Als Leadmusiker
| Jahr | Titel Album                        | Höchstplatzierung, Gesamtwochen, AuszeichnungChartplatzierungen (Jahr, Titel, Album, Platzierungen, Wochen, Auszeichnungen, Anmerkungen) | Höchstplatzierung, Gesamtwochen, AuszeichnungChartplatzierungen (Jahr, Titel, Album, Platzierungen, Wochen, Auszeichnungen, Anmerkungen) | Höchstplatzierung, Gesamtwochen, AuszeichnungChartplatzierungen (Jahr, Titel, Album, Platzierungen, Wochen, Auszeichnungen, Anmerkungen) | Anmerkungen |
| Jahr | Titel Album                        | DE | AT | CH | Anmerkungen |
| --- | ---------------------------------- | --- | --- | --- | --- |
| 2016 | Hoodparadies –                     | — | — | — | Erstveröffentlichung: 31. Dezember 2016 mit Big Pat, Ion Miles, Monk, Longus Mongus, Zeki Aram & Dead Dawg produziert von MotB        |
| 2017 | Wieder da –                        | — | — | — | Erstveröffentlichung: 1. Januar 2017 mit Ion Miles, Monk & Dead Dawg produziert von Monk, Themba & MotB                               |
| 2018 | Schließe die Augen –               | — | — | — | Erstveröffentlichung: 2. Februar 2018 mit Ion Miles, Monk, Longus Mongus & Dead Dawg produziert von MotB                              |
| 2018 | 3.a.m. –                           | — | — | — | Erstveröffentlichung: 2. März 2018 mit Big Pat produziert von MotB                                                                    |
| 2020 | Cripwalks –                        | DE89 (1 Wo.)DE | — | — | Erstveröffentlichung: 20. Januar 2020 mit Monk feat. Pashanim produziert von Themba                                                   |
| 2020 | Sticky oder L’ers Kiezromantik     | — | — | — | Erstveröffentlichung: 11. März 2020 mit Monk, Big Pat & Ion Miles produziert von MotB                                                 |
| 2020 | Flasche Luft Kiezromantik          | DE41 Gold · (2 Wo.)DE | AT— GoldAT | CH100 (1 Wo.)CH | Erstveröffentlichung: 3. April 2020 mit Monk, Longus Mongus & Dead Dawg produziert von Shirama                                        |
| 2020 | Nelly Kiezromantik                 | — | — | — | Erstveröffentlichung: 1. Mai 2020 mit Monk, Ion Miles, Big Pat, Longus Mongus & Dead Dawg produziert von KazOnDaBeat                  |
| 2020 | Muddy Kiezromantik                 | DE— aDE | — | — | Erstveröffentlichung: 22. Mai 2020 mit Ion Miles, Big Pat & Longus Mongus produziert von Themba & MotB                                |
| 2020 | 200 kmh Hellwach                   | DE— bDE | — | — | Erstveröffentlichung: 6. August 2020 mit Monk produziert von KazOnDaBeat                                                              |
| 2020 | Loud Hellwach                      | DE69 (1 Wo.)DE | — | — | Erstveröffentlichung: 28. August 2020 mit Monk & Longus Mongus produziert von Monk & Themba                                           |
| 2020 | Festnetz Hellwach                  | DE— cDE | — | — | Erstveröffentlichung: 16. September 2020 mit Monk & Longus Mongus produziert von Monk & Samuel Kalbantner                             |
| 2021 | Bands Halb:vier                    | DE54 (1 Wo.)DE | — | — | Erstveröffentlichung: 22. Januar 2021 mit Monk, Ion Miles & Big Pat produziert von KazOnDaBeat                                        |
| 2021 | Hood Nights Halb:vier              | DE51 (1 Wo.)DE | — | — | Erstveröffentlichung: 5. März 2021 mit Monk, Ion Miles, Big Pat, Longus Mongus & Dead Dawg produziert von Dead Dawg, Themba & MotB    |
| 2021 | Lustig Halb:vier                   | DE77 (1 Wo.)DE | — | — | Erstveröffentlichung: 2. April 2021 mit Monk, Ion Miles, Longus Mongus & Dead Dawg produziert von Dienst&Schulter & Traya             |
| 2021 | Overdose Halb:vier                 | DE98 (1 Wo.)DE | — | — | Erstveröffentlichung: 30. April 2021 mit Monk & Longus Mongus produziert von Themba & Shirama                                         |
| 2021 | Drink ist kalt Halb:vier           | DE21 (8 Wo.)DE | AT55 (1 Wo.)AT | CH56 (2 Wo.)CH | Erstveröffentlichung: 4. Juni 2021 mit Ion Miles, Big Pat & Longus Mongus produziert von Jaynu Vega, Samuel Kalbantner, Themba & MotB |
| 2021 | Church Halb:vier                   | DE84 (1 Wo.)DE | — | — | Erstveröffentlichung: 18. Juni 2021 mit Monk, Big Pat & Dead Dawg produziert von Themba & MotB                                        |
| 2021 | Blueberry Yum Yum Halb:vier Deluxe | DE67 (1 Wo.)DE | — | — | Erstveröffentlichung: 16. Juli 2021 mit Monk, Big Pat & Dead Dawg produziert von Themba & Shirama                                     |
| 2022 | Heartkold Love.Life.Backstage      | DE— dDE | — | — | Erstveröffentlichung: 7. Januar 2022 mit Big Pat produziert von KazOnDaBeat                                                           |
| 2022 | Drunk in Love Halb:vier            | DE— eDE | — | — | Erstveröffentlichung: 3. Februar 2022 mit Big Pat & Longus Mongus produziert von Shirama                                              |
| 2022 | Powerade In Liebe, Ion             | DE2 Platin · (69 Wo.)DE | AT3 Gold · (31 Wo.)AT | CH14 Gold · (25 Wo.)CH | Erstveröffentlichung: 22. April 2022 mit Ion Miles & SiraOne produziert von SiraOne                                                   |
| 2022 | Top auf In Liebe, Ion              | DE100 (1 Wo.)DE | — | — | Erstveröffentlichung: 20. Mai 2022 mit Ion Miles produziert von SiraOne                                                               |
| 2022 | Pass nicht rein In Liebe, Ion      | DE65 (1 Wo.)DE | — | — | Erstveröffentlichung: 23. Juni 2022 mit Ion Miles & Longus Mongus produziert von Themba & SiraOne                                     |
| 2022 | Runnin –                           | DE36 (2 Wo.)DE | — | CH56 (1 Wo.)CH | Erstveröffentlichung: 12. August 2022 mit Monk, Ion Miles & Longus Mongus, Big Pat & Dead Dawg produziert von Themba & MotB           |
| 2023 | Meer fahren –                      | DE— fDE | — | — | Erstveröffentlichung: 16. Januar 2023 mit Longus Mongus & Monk produziert von Shirama                                                 |
| 2023 | Omnipräsent –                      | DE— gDE | — | — | Erstveröffentlichung: 26. Januar 2023 mit Longus Mongus produziert von DJ Heartstring                                                 |
| 2023 | Unsere Stadt –                     | — | — | — | Erstveröffentlichung: 9. Februar 2023 mit Longus Mongus produziert von Samy                                                           |
| 2023 | Purple Rain –                      | DE67 (1 Wo.)DE | — | — | Erstveröffentlichung: 30. März 2023 mit Monk produziert von Themba & Sira                                                             |
| 2023 | Altbau –                           | DE— hDE | — | — | Erstveröffentlichung: 15. Juni 2023 mit Big Pat & Shirama                                                                             |
| 2023 | Pink –                             | DE— iDE | — | — | Erstveröffentlichung: 28. Juli 2023 mit Big Pat, Dead Dawg, Ion Miles & Monk produziert von Themba                                    |
| 2023 | Katana –                           | DE— jDE | — | — | Erstveröffentlichung: 24. August 2023 mit Big Pat, Ion Miles & Monk produziert von Themba & MotB                                      |
| 2023 | Weit weg –                         | DE— kDE | — | — | Erstveröffentlichung: 6. Oktober 2023 mit Dead Dawg, Longus Mongus & Monk produziert von Samy & Themba                                |
| 2023 | Klassenfahrt –                     | DE— lDE | — | — | Erstveröffentlichung: 20. Oktober 2023 mit Big Pat, Dead Dawg, Ion Miles, Longus Mongus & Monk produziert von MotB                    |
| 2023 | Crash Dummy –                      | DE24 (4 Wo.)DE | AT42 (2 Wo.)AT | CH42 (2 Wo.)CH | Erstveröffentlichung: 3. November 2023 mit Ion Miles & Monk produziert von Sira                                                       |
| Folgende Lieder erschienen nicht als Single, wurden aber durch das Album zum Download und Streaming bereitgestellt und konnten somit eine Platzierung erlangen: |                                    | | | | |
| |                                    | | | | |
| 2022 | Cusengos In Liebe, Ion             | DE— mDE | — | — | Charteinstieg: 10. Juni 2022 mit Ion Miles feat. Big Pat produziert von Themba                                                        |
| 2022 | Pool Madeira Madness               | DE— nDE | — | — | Charteinstieg: 21. Oktober 2022 mit Longus Mongus, Monk produziert von Themba                                                         |

### Als Gastmusiker
| Jahr | Titel Album                  | Höchstplatzierung, Gesamtwochen, AuszeichnungChartplatzierungen (Jahr, Titel, Album, Platzierungen, Wochen, Auszeichnungen, Anmerkungen) | Höchstplatzierung, Gesamtwochen, AuszeichnungChartplatzierungen (Jahr, Titel, Album, Platzierungen, Wochen, Auszeichnungen, Anmerkungen) | Höchstplatzierung, Gesamtwochen, AuszeichnungChartplatzierungen (Jahr, Titel, Album, Platzierungen, Wochen, Auszeichnungen, Anmerkungen) | Anmerkungen |
| Jahr | Titel Album                  | DE | AT | CH | Anmerkungen |
| --- | ---------------------------- | --- | --- | --- | --- |
| 2018 | Bier Asozial Allstars Vol. 1 | — | — | — | Erstveröffentlichung: 29. Juni 2018 102 Boyz mit Monk & Longus Mongus produziert von symtex128                                |
| 2019 | l.m.D.G –                    | — | — | — | Erstveröffentlichung: 27. Dezember 2019 KazOnDaBeat mit Ion Miles, Monk, Longus Mongus & Dead Dawg produziert von KazOnDaBeat |
| 2022 | Schöneberg/Kreuzberg Odyssee | — | — | — | Erstveröffentlichung: 7. Oktober 2022 RAPK mit Monk produziert von KazOnDaBeat                                                |
| Folgende Lieder erschienen nicht als Single, wurden aber durch das Album zum Download und Streaming bereitgestellt und konnten somit eine Platzierung erlangen: |                              | | | | |
| |                              | | | | |
| 2021 | Halligalli Dachfenster EP    | DE92 (1 Wo.)DE | — | — | Erstveröffentlichung: 27. Dezember 2019 01099 mit Ion Miles, Big Pat, Longus Mongus & Dead Dawg produziert von Avo            |

## Statistik

### Chartauswertung
|                     | DE    | AT    | CH    |
| ------------------- | ----- | ----- | ----- |
| Nummer-eins-Alben   | DE—DE | AT—AT | CH—CH |
| Top-10-Alben        | DE5DE | AT1AT | CH1CH |
| Alben in den Charts | DE8DE | AT6AT | CH5CH |

|                       | DE     | AT    | CH    |
| --------------------- | ------ | ----- | ----- |
| Nummer-eins-Singles   | DE—DE  | AT—AT | CH—CH |
| Top-10-Singles        | DE1DE  | AT1AT | CH—CH |
| Singles in den Charts | DE17DE | AT3AT | CH5CH |

### Auszeichnungen für Musikverkäufe
Anmerkung: Auszeichnungen in Ländern aus den Charttabellen bzw. Chartboxen sind in ebendiesen zu finden.
| Land/RegionAuszeichnungen für Musikverkäufe (Land/Region, Auszeichnungen, Verkäufe, Quellen) | Gold     | Platin  | Verkäufe | Quellen           |
| -------------------------------------------------------------------------------------------- | -------- | ------- | -------- | ----------------- |
| Deutschland (BVMI)                                                                           | Gold1    | Platin1 | 600.000  | musikindustrie.de |
| Österreich (IFPI)                                                                            | 2× Gold2 | —       | 30.000   | ifpi.at           |
| Schweiz (IFPI)                                                                               | Gold1    | —       | 10.000   | hitparade.ch      |
| Insgesamt                                                                                    | 4× Gold4 | Platin1 |          |                   |